# Scooby-Doo y la Persecución Cibernética (videojuego)
Scooby-Doo y la Persecución Cibernética es un videojuego de Scooby-Doo basado en la película de Warner Brothers Scooby-Doo y la persecución cibernética. El juego fue lanzado para PlayStation y Game Boy Advance en 2001. La versión de PlayStation se convirtió en un título de "Grandes Éxitos" en 2003.

## Argumento
Scooby-Doo y la pandilla se encuentran en el ciberespacio. Hay que detener a un nuevo villano llamado Virus Fantasma. Scooby y Shaggy deben atravesar varios niveles para derrotarlo a él y a sus malvados villanos. En el camino, recolectan Scooby-Galletas para obtener puntos, monedas Scooby y Shaggy para oportunidades adicionales, placas de identificación Scooby para puntos de control, hamburguesas para salud/energía y pasteles para armas. Fred, Daphne y Vilma ayudan a Scooby y Shaggy a superar los obstáculos dándoles importantes movimientos y consejos a través del dispositivo de comunicación portátil de Vilma.

## Jugabilidad

### Versión de PlayStation
El jugador controla a Scooby-Doo y Shaggy en un entorno 3D. El jugador derrota a los jefes y rastrea las Scooby-Galletas y otras recolecciones. El objetivo principal del juego es derrotar al virus fantasma, un virus informático que ha estado aterrorizando a los videojuegos. El juego consta de 7 etapas y 21 niveles en total. El jugador controla Scooby Doo en las etapas uno, cuatro, seis y siete y Shaggy en las etapas dos, tres y cinco.
- La Primera Etapa se llama "Japón Clásico" y consta de dos niveles normales y un tercero en el que el jugador debe derrotar a un "jefe" para recoger la caja de Scooby-Galletas. Esto sucede en todas las etapas. El jefe de esta etapa es un samurái japonés.
- La Segunda Etapa se llama "Antigua Roma" y consta de tres niveles. El jefe de esta etapa es un león y varios gladiadores que arrojan lanzas.
- La Tercera Etapa se denomina "Círculo Polar Ártico" y consta de tres niveles. El jefe de esta etapa es el Virus Fantasma, montado en un oso polar que sopla una bola de nieve.
- La Cuarta Etapa se llama "Selva Prehistórica" y consta de tres niveles. El jefe de esta etapa es un feroz T-Rex.
- La Quinta Etapa se llama "La Gran Ciudad" y consta de tres niveles. El jefe de esta etapa es Charlie el Robot de Scooby-Doo, Where Are You! del episodio "Juego Sucio en Funland".
- La Sexta Etapa se llama "Egipto" y consta de tres niveles. El jefe de esta etapa es el Virus Fantasma y varias momias.
- La Séptima Etapa se llama "Parque de Atracciones", consta de tres niveles y es la última etapa del juego. Al igual que en la película, este contiene el nivel final y más difícil del juego. El jefe final es el Virus Fantasma.

### Versión de Game Boy Advance
La versión de Game Boy Advance cuenta con seis niveles y usa una función de contraseña en lugar de una función de guardado.

## Recepción
GameRankings le dio a la versión de PlayStation una puntuación del 61,67% ya la versión de Game Boy Advance una puntuación del 60%.
Jennifer Beam de AllGame, quien elogió la versión de PlayStation por sus efectos de sonido y actuación de voz, escribió: "Los gráficos en 3D relativamente decentes mejoran este juego, pero casi todas las áreas tienen un nivel en el que las sombras son indistinguibles de las trampas".
Hilary Goldstein de IGN revisó la versión de Game Boy Advance. Goldstein elogió la animación y la música, pero criticó los efectos de sonido y la función de contraseña, así como el final por no tener suficiente "sabor a Scooby", y escribió que "No se quitan las máscaras y Velma no dice nada de largo aliento. explicación de cómo el culpable llevó a cabo sus malvadas maquinaciones".
La versión para PlayStation de The Cyber Chase recibió un premio de ventas "Platino" de la Entertainment and Leisure Software Publishers Association (ELSPA), lo que indica ventas de al menos 300000 copias en el Reino Unido.
En 2010, Steven Jackson de Retro Gamer calificó la versión de PlayStation como uno de los mejores juegos de Scooby-Doo de todos los tiempos, a pesar de las similitudes con el juego de PlayStation Crash Bandicoot.